# プランクトスフェラ
プランクトスフェラ Planctosphaera は、幼生でのみ知られている半索動物。その構造から半索動物と推定され、またその構造が特異であることから単独で目、あるいは綱を立てられている。単一の種 P. pelagica のみが知られている。

## 特徴
球形で透明な浮遊性の動物で、直径10mmほど。最大のものは直径25mmのものが知られる。球状の体の腹面は正中線沿いに後方から前方へ深い溝があり、身体前端を少し越えた上側まで続く。口と肛門はこの溝の中に開口を持ち、その位置は腹面中央近くで、前に肛門、後に口がある。体表には繊毛帯があり、大まかに背側枝と腹側枝と呼ばれる2つの環状部に分かれ、いずれも複雑に分枝している。体表には多数の粘液腺がある。
内部では、消化管はまず口から細長い口道があり、次に膨らんだ胃があり、そこから肛門に続く。他に肛門の前に開口があって胃の周辺に入り込む盲嚢が1対ある。これらの内臓は球体全体の腹面側4分の1の範囲に収まっており、それ以外の部分は吻嚢と呼ばれる内腔になっており、胃の周囲には他に第2、第3内腔がそれぞれ対をなしている。

### 構造の解釈

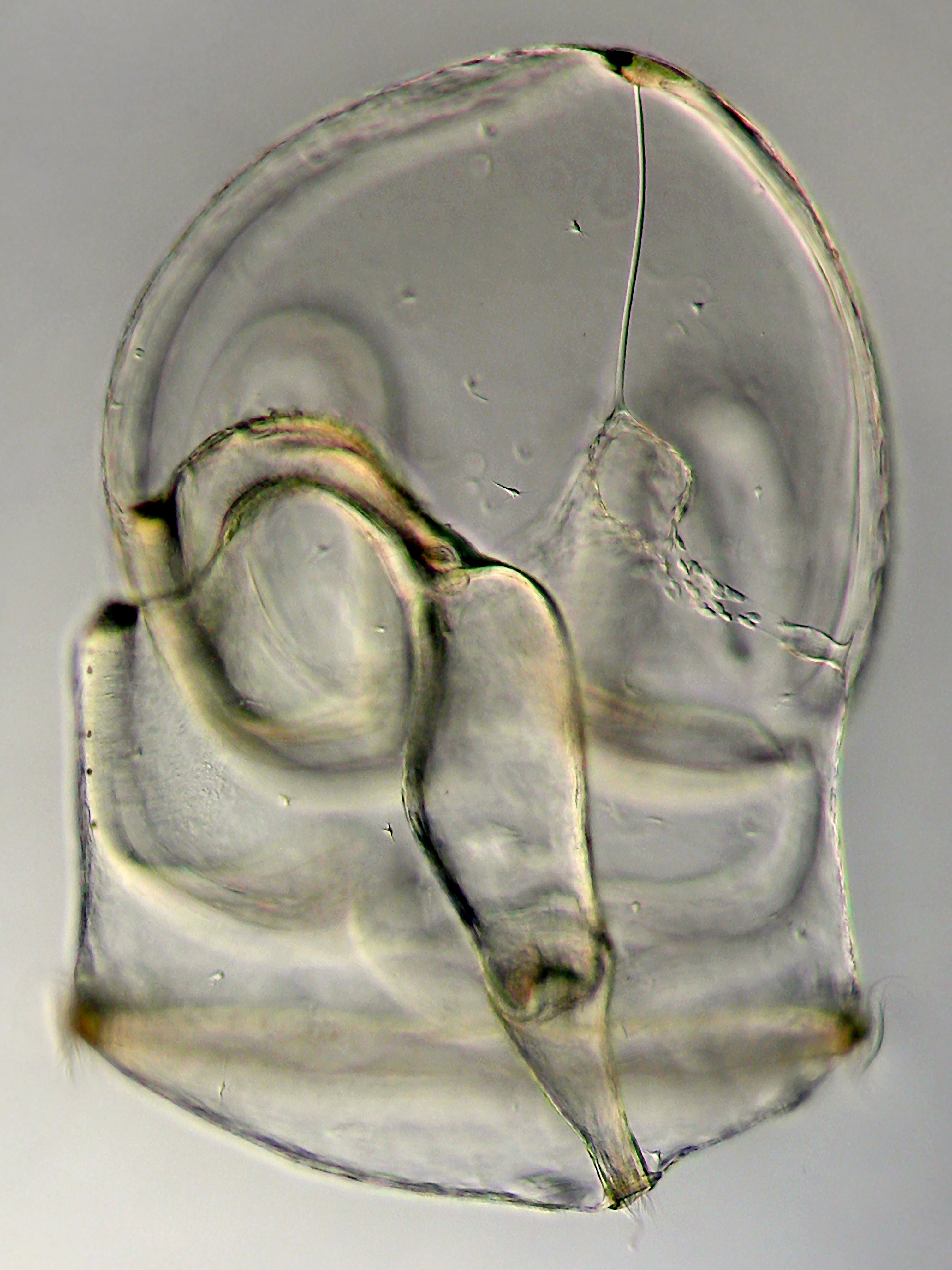
トルナリア

トルナリア幼生は腸鰓類（ギボシムシ類）の幼生として知られ、これは棘皮動物の幼生にも似た形のものがある。それらの共通の原型的な幼生としてディプリュールラ幼生というものが想定されている。これは軟体動物などの幼生として知られるトロコフォア幼生に似た外形を持ち、楕円形の本体の外に2列の繊毛帯があり、その間の側面に口、後端に肛門を持つ。異なる点として、ディプリュールラは後口動物で、原口が肛門になること、前方の繊毛帯は外周を一周するのでなく、前方を横断して下方に曲がり、再び横に走って最初の横断列の下を横断する形で、つまり細長い楕円が側面に張り付いたような形を取ること、内部に3対の体腔を持つことである。
本種の構造は、基本的にはこれと共通の体制と見てよい。トルナリアの口と肛門が極端に近寄り、口より上の部分が大きく膨らんで、それ以外の内部器官が下側に集中したものと考えることが出来る。

## 分布と生息環境
海産動物であり、最初の発見地は北大西洋東岸のビスケー湾である。その後には太平洋からも採集され、1994年時点での発見個体数は14。プランクトンとして採集され、その深度は75-1000mにわたる。
1983年段階の総括では北太平洋における分布は北緯19°から42°にわたり、時期的には6月と7月、海水温度は20-25℃。この年に太平洋のハワイ島近海で発見され、その深度は75-500m、時期は5月と9月、海水温は21-23℃であった。この動物は成体は未だ発見されていないものの、広域分布するものと考えられる。
体表にある繊毛帯と粘液腺は本種の摂食に与るものと考えられる。

## 経緯
本種が最初に発見されたのは1910年、Michael Sars 号がビスケー湾で2個体を採集した。ただし1個体はひどく破損していた。Mortensenはこれを調べ、腸鰓類のトルナリアに近縁のものと判断し、この類の大家であるSpengel に検討を依頼した。彼はこれを調べ、新種であると認め、報文を書いて上記の学名を与えた。ただしこの報文が出版されたのは1932年、彼の死後随分経ってからのことだった。その後も上述のように複数回の採集例があるが、いずれも幼生であり、その成体が発見されてはいない。現生の半索動物はギボシムシ類は自由生活、フサカツギ類は固着性なので、本種の成体も自由生活か、固着性かだと考えられている。ただしその成体を想像することも困難である。たとえばトルナリアからギボシムシへの変態では、トルナリアの繊毛帯は消滅し、本体部分はトルナリアの後方が長大に発達する形で行われる。同様な変態があれば、幼生の形態から成体を推定するのは不可能に近い。ただし、本種が独自に持つ盲嚢は、明らかに原基であって幼生では何らの機能も見いだせないことから、成体において独自の器官をなすのではないかとも考えられる。

## 分類
本種が腸鰓類に近縁であることは上記のように本種とトルナリアの類似性から明確である。しかし、その差異もまた明らかである。本種は普通のトルナリアよりずっと大きい。また、口より前の部分は全体の4分の1程であるのに、本種ではその比率がほぼ逆転している。更に、下面の溝から体内に伸びる盲嚢は、これに当たるものがトルナリアには見られない。つまり、本種はトルナリアに共通の体制を持ちながら、体制のレベルで異なる点をも持っている。このことから、本種を記載したSpengelは、成体が発見されれば本種は独自の目を立てるべきものと判断していた。その後新たに発見されては再検討が行われ、中にはこれを真のトルナリアであり、単にプランクトン生活が延長したために膨大しただけのものと判断した研究者もある。他方で本種を独立の綱 Planctosphaeroidea とする説もあり、これはHorstが1939年に提唱したもので、現在はこれが有力である。
なお、上記のこの種独自の対を成す盲嚢は消化管の左右に位置するものであるが、その位置関係から頭索類と尾索類の鰓裂をつつむ囲鰓腔と似た位置にあるとも取れる。このことから、これらを相同と見て、本種がギボシムシ類に似るが、これと頭索類、尾索類を繋ぐ位置にあるものとする見方もあった。